# Pettyes szilcincér
A pettyes szilcincér (Saperda punctata) a cincérfélék családjába tartozó, Európában honos, főleg szilfákban élő bogárfaj. 

## Megjelenése
A pettyes szilcincér testhossza 12-17 mm. Alakja megnyúlt, karcsú. Feje a többi cincérhez hasonlóan a test tengelyére merőlegesen, lefelé mutat. Egész testét kékeszöld molyhos szőrözet fedi. A szárnyfedőkön 6-6 kis fekete folt található, amelyek nem egyenes vonal mentén, hanem inkább két nagy körbe rendeződve helyezkednek el. Az előhát felső oldalán négyszöges elhelyezkedésben 4, oldalt 1-1 folt látható. A potroh oldalán is szelvényenként egy-egy kerek, fekete folt sorakozik. 

## Elterjedése és életmódja
Európában  (a Pireneusoktól a Kaukázusig) és Kis-Ázsiában honos. Dél-Európában, a mediterrán térségben gyakoribb, de létszáma a szilfavész miatt megritkuló tápnövénye miatt egész Európában megcsappant. Magyarországon országszerte megtalálható, de ritka. 
Lárvája elsősorban szilfában fejlődik, de ritkábban tölgyben vagy fűzfában is előfordul. Többnyire a kiszáradt vagy beteg fák törzsében található, ahol a kéreg alatt rágja járatait. A kifejlett lárva a szijácsban rövid bábkamrát készít, melynek bejáratát fatörmelékkel zárja le. Az imágó május-júniusban rajzik. Éjszaka aktív, a mesterséges fény vonzza. 
Magyarországon védett, természetvédelmi értéke 10 000 Ft.

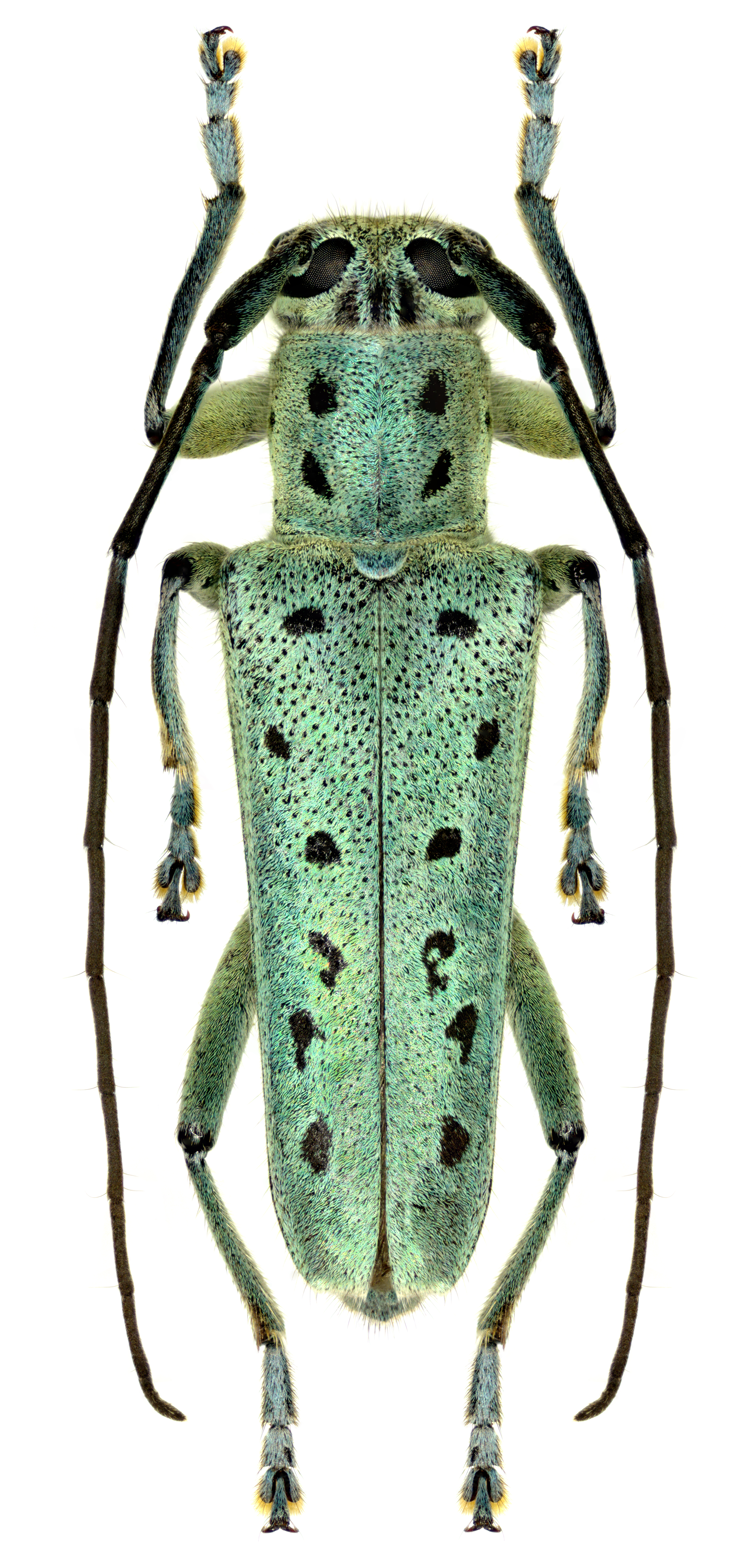
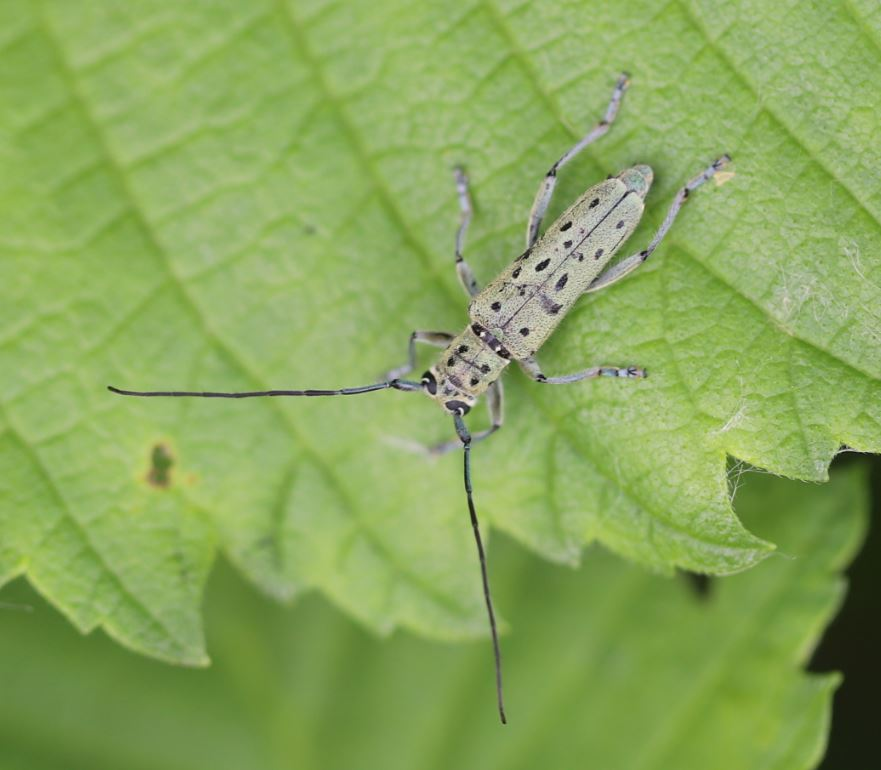
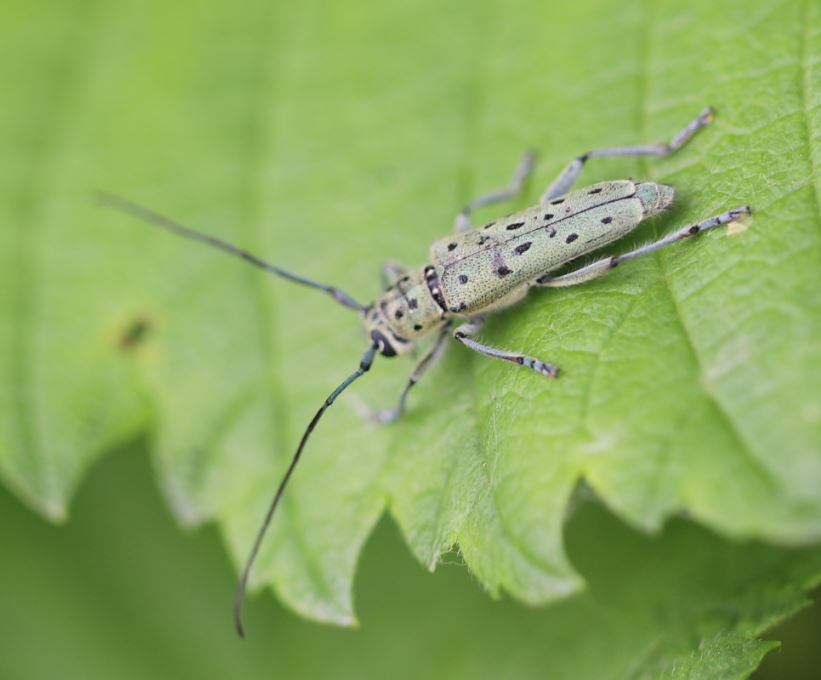
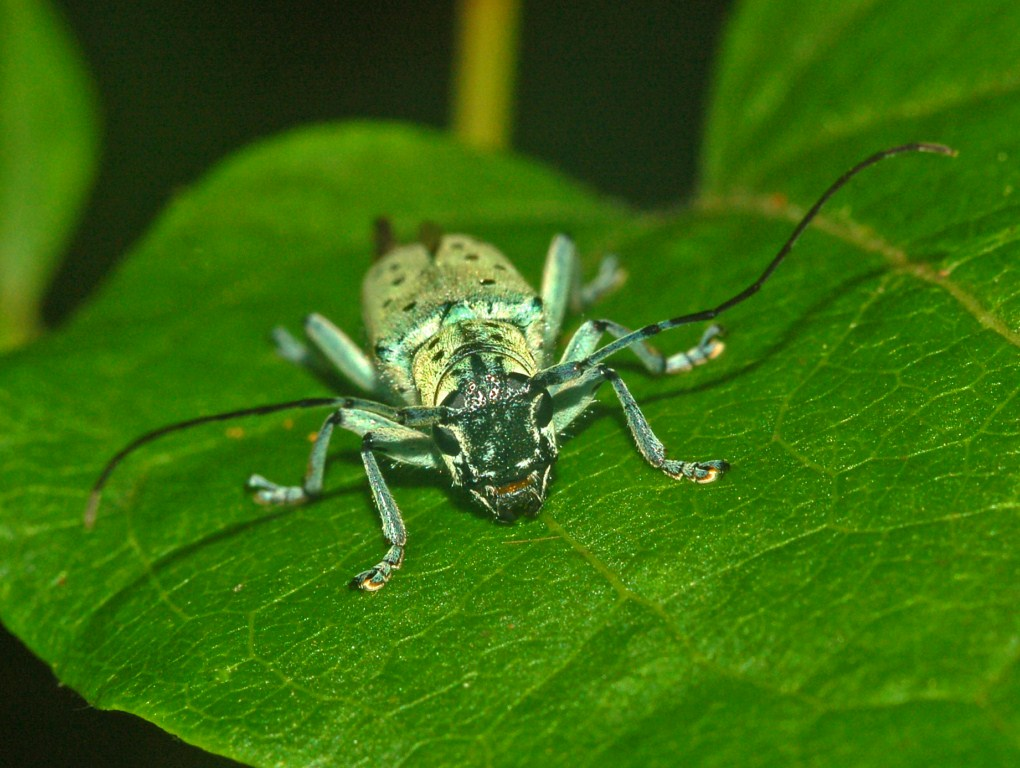